# Лейхгардт (хребет)
Ла́йкардт (англ. Leichhardt Range) — горный хребет, расположенный в северо-западной части австралийского штата Квинсленд. Входит в Большой Водораздельный хребет. Тянется параллельно побережью примерно в 170 км от Маккай, с высотой 355 метров над уровнем моря. Хребет состоит из нескольких холмов гранодиорита и мигматита. Возраст породы от ордовикского периода до позднекаменноугольного.
На южной окраине расположена риолита кембрийского периода. Назван в честь исследователя Людвига Лейхгардта.